# İsmail Kartal
İsmail Kartal (* 15. Juni 1961 in Istanbul) ist ein ehemaliger türkischer Fußballspieler und jetziger Trainer. Durch seine langjährige Tätigkeit für Fenerbahçe Istanbul  wird er sehr stark mit diesem Verein assoziiert. Auf Fan- und Vereinsseiten wird er als einer der bedeutendsten Spieler der Klubgeschichte aufgefasst. Mit 235 Erstligaeinsätzen für Fenerbahçe ist er der Spieler mit den neunthäufigsten Süper-Lig-Einsätzen der Vereinsgeschichte. Zu seiner aktiven Zeit als Fußballspieler war er unter dem Spitznamen Arap bzw. Arap İsmail (dt.: İsmail der Araber) bekannt, einer üblichen türkischen Bezeichnung für dunkelhäutige Menschen.

## Spielerkarriere

### Die ersten Jahre und Sarıyer GK
Kartal kam in Anadolu Kavağı, einem Viertel im Istanbuler Stadtteil Beykoz, als Sohn einer aus der türkischen  Schwarzmeerprovinz Rize stammenden Familie auf die Welt. Hier spielte er wie die meisten Kinder seines Viertels Straßenfußball. Später schloss er sich der Nachwuchsabteilung des örtlichen Fußballklubs Sarıyer GK an. Ende der 1970er Jahre wurde Kartal in die Profimannschaft aufgenommen.

### Gaziantepspor
Zur Saison 1981/82 wechselte Kartal zum Erstligisten Gaziantepspor. Hier gelang ihm schnell der Sprung in die Stammformation. In seiner zweiten Saison steigerte er seine Leistungen, wurde in die Nationalmannschaft berufen und avancierte zu einem der gefragtesten Youngsters der Liga. Da sein Klub zum Sommer 1983 den Klassenerhalt verpasste, konnte dieser Kartal nicht länger halten.

### Fenerbahçe Istanbul
Nach dem Abstieg Gaziantepspors im Sommer 1983 wechselte Kartal zum Istanbuler Traditionsklub Fenerbahçe Istanbul.
Bei den Blau-Gelben wurde er vom Cheftrainer Branko Stanković nicht als Stammspieler eingesetzt, kam aber auf 16 Ligaeinsätze, von denen er nur sieben über die volle Länge spielte. Am Saisonende vergab sein Verein die türkische Meisterschaft deutlich an Trabzonspor und wurde Vizemeister. In der Winterpause dieser Saison gewann Kartal mit seiner Mannschaft den Marinepokal und zum Saisonende den Präsidenten-Pokal. In der nächsten Saison übernahm Todor Veselinović von seinem Landsmann Stanković das Traineramt. Unter diesem neuen Trainer wurde Kartal auf Anhieb in die Stammmannschaft aufgenommen. Zusammen mit Müjdat Yetkiner, Cem Pamiroğlu, Erdoğan Arıca und Abdülkerim Durmaz bildete er in der Saison 1984/85 die Abwehr seiner Mannschaft. Besonders sein Zusammenspiel mit Durmaz, zu dem er auch eine gute Freundschaft pflegte, wurde von der Fachpresse hervorgehoben. Am Saisonende wurde die türkische Meisterschaft gewonnen. Über die gesamte Saison kämpfte die Mannschaft mit Beşiktaş um die Tabellenführung. Am drittletzten Spieltag traf Kartals Mannschaft auswärts auf den direkten Meisterschaftsrivalen. Beide Teams gingen punktgleich in diese Begegnung. Am Saisonende beendete Kartals Verein, punktgleich mit Beşiktaş, die Spielzeit aufgrund des besseren Torverhältnisses als Meister. Zudem wurden in dieser Saison die Titel im Präsidenten-Pokal und zum zweiten Mal in Folge der Marinepokal verteidigt. Mit 44 Pflichtspieleinsätzen wurde Kartal in dieser Saison hinter Müjdat Yetkiner der Spieler mit den zweitmeisten Einsätzen für Fenerbahçe. Er erlebte die erfolgreichste Zeit seiner Karriere und etablierte sich auch in der türkischen Nationalmannschaft als Stammspieler.
Trotz der gewonnenen Meisterschaft ersetzte die Vereinsführung Veselinović durch den Ungarn Kálmán Mészöly. Unter diesem Trainer traf die Mannschaft im Europapokal der Landesmeister der Saison 1985/86 auf den amtierenden französischen Meister Girondins Bordeaux. Gegen diesen Verein, der damals amtierende Europameister wie Alain Giresse und Patrick Battiston, Jean Tigana in seinen Reihen hatte und zweimal in Folge französischen Meister wurde, wurde Fenerbahçe als krasser Außenseiter gehandelt und dem Klub wenig Chancen auf ein Weiterkommen zugesprochen. Zu diesem Zeitpunkt war das Verhältnis zwischen der Türkei und Frankreich wegen der Anschläge der Asala-Terrororganisation sehr angespannt. Ferner schieden die türkischen Mannschaften ausnahmslos in den europäischen Vereinspokalwettbewerben in der ersten Runde aus. In der ersten Partie, die am 1. September 1985 in Bordeaux gespielt wurde, schaffte Fenerbahçe eine große Überraschung und besiegte Girondins auswärts mit 3:2. Kartal erhielt damit als Teil der Abwehr von der türkischen und französischen Presse Lob. Im Rückspiel erspielte sich Kartals Mannschaft ein 0:0 und setzte sich damit gegen Girondins durch. Dieses Weiterkommen wurde im damaligen türkischen Fußball als großer Erfolg gefeiert. In der zweiten Runde traf die Mannschaft auf IFK Göteborg. In der ersten auswärts gespielten Partie unterlag Fenerbahçe mit 0:4 deutlich. Dabei wurde besonders der Torhüter Yaşar Duran und die Abwehr um den Abwehrchef Durmaz als Hauptverantwortlicher diese Niederlage bezeichnet. Da der Abwehr eine große Mitschuld zugesprochen wurde, geriet auch Kartal in die Kritik.
In dieser und der kommenden Saison blieb Kartals Mannschaft chancenlos in der Meisterschaft. In der damals gültigen Zwei-Punkte-Regelung belegte man Tabellenplätze, die eine Punktedifferenz von weit mehr als 14 Punkten zum jeweiligen Meister aufwiesen. In diesen Spielzeiten verpasste der Verein auch die Qualifikation für die europäischen Pokalwettbewerbe. Nachdem in der Saison 1986/87 sich abzeichnete, dass Fenerbahçe über die Ligaplatzierung sich für keinen europäischen Pokalwettbewerb qualifizieren würde, konzentrierte sich die Mannschaft auf den Türkischen Pokalwettbewerb. Hier traf die Mannschaft im Viertelfinale auf den damals starken Verein Samsunspor. Dieser Verein hatte die letzten drei Begegnungen gegen Fenerbahçe überlegen gewonnen und in zwei dieser Spiele Fenerbahçe gar mit 0:4 zwei der herbsten Niederlagen der Vereinsgeschichte zugefügt. Auch im ersten Spiel des Pokalviertelfinales unterlag Durmaz' Team Samsunspor auswärts mit 0:1. Dadurch riskierte der Verein die Qualifikation für die europäischen Pokalwettbewerbe einerseits und erlebte die vierte Niederlage in Folge gegen Samsunspor. Unter diesen angespannten Umständen lieferten sich beide Teams im Rückspiel, welches am 1. April 1987 vor heimischer Kulisse gespielt wurde, ein packendes Spiel. Fenerbahçe vergab mehrere hochkarätige Tormöglichkeiten und verschoss einen Elfmeter. Das Spiel endete mit 0:0, wodurch sich Samsunspor aufgrund des Hinspielsieges für das Halbfinale qualifizierte. Unmittelbar nach Spielabpfiff kam es zwischen Spielern beider Teams zu einem Handgemenge. Der Torhüter von Samsunspor, Fatih Uraz, hatte sich zu unbeschwert und ausgiebig über den Halbfinaleinzug gefreut, dass er den Unmut einiger Fenerbahçe-Spieler auf sich zog. Dieser Umstand sorgte auf dem Spielfeld zu tumultartigen Situationen, an denen dann Kartal zwar teilnahm, aber im Gegensatz zu seinem Teamkameraden Müjdat Yetkiner, Sedat Karaoğlu, Hasan Özdemir und Abdülkerim Durmaz unbestraft blieb.  Auch die nachfolgende Saison blieb der Klub hinter den Erwartungen und qualifizierte sich erneut für keinen europäischen Pokalwettbewerb.
Zur neuen Saison wurde mit Todor Veselinović der Meistertrainer aus der Spielzeit 1984/85 verpflichtet. Dieser Trainer nahm Yetkiner wieder in den Mannschaftskader auf. Zudem verpflichtete der Verein mit dem deutschen Torhüter Toni Schumacher einen international Star. Ferner investierte die Vereinsführung weiter in die Mannschaft und verpflichtete mit Şenol Ustaömer, Oğuz Çetin, Aykut Kocaman, Turhan Sofuoğlu, Hasan Vezir, Hakan Tecimer und Orhan Kapucu Stars bzw. wichtige Youngsters der damaligen Zeit. Mit dieser Mannschaft spielte Fenerbahçe eine überragende Saison. Die Saison beendete man mit zehn Punkten Vorsprung auf den Zweitplatzierten Galatasaray und holte nach vier Jahren wieder die türkische Meisterschaft. Zudem erzielte die Mannschaft über die gesamte Saison 103 Tore und erspielte damit einen neuen Torrekord in der 1. Lig ein. Diese Mannschaft ging als Meistermannschaft mit 103 Toren in die Vereinsannalen ein. Kartal kam in dieser Saison auf 35 Pflichtspieleinsätzen und spielte im defensiven Mittelfeld und in der Abwehr. Nach dieser erfolgreichen Saison blieb Fenerbahçe die nächsten vier Spielzeiten ohne nennenswerte Erfolge. Weder in der Meisterschaft, noch im türkischen Pokal gelang ein Titelgewinn. Als einzige Lichtblicke konnte in der Saison 1992/93 der Premierminister-Pokal und in der Saison 1994/95 der TSYD-Istanbul-Pokal gewonnen werden. Kartal wurde zusammen mit seinem langjährigen Teamkollegen Yetkiner vor jeder Saison das Ende seiner Karriere bzw. seines Stammplatzes vorausgesagt, dennoch schafften es beide trotz größer werdender Konkurrenz sich immer wieder einen Stammplatz zu erkämpfen bzw. zu regelmäßigen Einsätzen zu kommen.
Nach zuletzt vier titellosen Spielzeiten beschloss die Fenerbahçe-Führung im Sommer 1993 eine Revision im Mannschaftskader durchzuführen. So wurden mehrere gestandene Spieler auf die Abgängerliste gesetzt, u. a. auch Kartal.

### Denizlispor bis Adanaspor
Nachdem Fenerbahçe im Sommer 1993 Kartal erklärte, das man mit ihm nicht weiter plante, wechselte dieser zum Zweitligisten Denizlispor. Bei diesem Verein etablierte er sich auf Anhieb zum Stammspieler und Leistungsträger. Mit zwölf Saisontoren und etlichen Torvorlagen war er an der Vizemeisterschaft seiner Mannschaft und dem Aufstieg in die 1. Lig maßgeblich beteiligt. Trotz dieses erfolgreichen Einstandes bei Denizlispor verließ Kartal diesen Klub bereits nach einer Saison und wechselte zur kommenden Saison zum Zweitligisten Adanaspor. Bei diesem Verein misslang es Kartal sich als Stammspieler zu etablieren. Nachdem er hier bis zum Saisonende nur sieben Ligaspiele absolviert hatte, beendete er seine Karriere.

### Nationalmannschaft
Kartal Nationalmannschaftskarriere begann während seiner Zeit bei Gaziantepspor. Hier fiel er Coşkun Özarı, dem Cheftrainer der türkischen Nationalmannschaft, auf und wurde im Rahmen eines Testspiels gegen Ungarn für das Länderspielaufgebot nominiert. In dieser Partie gab Kartal auch sein Länderspieldebüt.
Nach diesem A-Länderspieleinsatz, wurde er bei zwei Spielen der U-21-Nationalmannschaft eingesetzt. Anschließend spielte er bis ins Jahr 1985 fünf weitere Mal für die A-Auswahl seines Landes.
Er zählt zu dem Kreis der Spieler, die bei zwei der bittersten Niederlagen Teil des türkischen Nationalmannschaftsaufgebots waren. Am 14. November 1984 verlor die Mannschaft im WM-1986-Qualifikationsspiel vor heimischer Kulisse gegen die Englische Nationalmannschaft mit 0:8. Kartal wurde als Teil der Abwehr von der Fachpresse heftig kritisiert. Auch zählte seine A-Länderspieldebüt gegen die Ungarische Auswahl ebenfalls zu einem der herbsten Niederlagen der Türkei.

## Trainerkarriere
Kartal begann ein Jahr nach dem Ende seiner Spielerkarriere als Trainer zu arbeiten. Als erste Tätigkeit war er für Fenerbahçe als Nachwuchstrainer aktiv. Bereits ein Jahr später stieg er zum Co-Trainer auf und assistierte erst dem Cheftrainer Otto Barić und anschließend Joachim Löw.
Im November 2000 begann er durch seine Tätigkeit bei DÇ Karabükspor zum ersten Mal als Cheftrainer zuarbeiten. Ab dem Sommer 2003 begann Kartal erneut für Fenerbahçe als Nachwuchstrainer zu arbeiten.
Zur Saison 2004/05 übernahm Kartal den Zweitligisten Sivasspor. Mit diesem Verein übernahm er schnell die Tabellenführung und behielt diese souverän bis zum Saisonende. Die Saison beendete er mit diesem Verein als Meister der TFF 1. Lig und dadurch mit dem Aufstieg in die Süper Lig. Dadurch verhalf er dem Verein zur ersten Erstligateilnahme der Vereinsgeschichte. Trotz dieses Erfolges verließ er Sivasspor zum Saisonende. Nach dieser Tätigkeit arbeitete er für eine Reihe von Zweit- bzw. Drittligisten.
Im Sommer 2010 übernahm er bei Fenerbahçe erneut das Amt des Co-Trainers und assistierte damit seinem ehemaligen Teamkollegen Aykut Kocaman. In der Saison 2010/11 fiel Kartal negativ auf, als er während der für die Meisterschaft kritischen Heimpartie gegen Gaziantepspor die Gegenspieler mit folgenden Worten beschimpfte: Spielt nicht für andere, sondern für euch selbst ihr Ehrenlosen. (türkisch: Başkası için değil, kendiniz için oynayın şerefsizler.).
Nachdem Kartal drei Jahre als Assistent von Kocaman gearbeitet hatte, assistierte er ab dem Sommer 2013 dem neuen Cheftrainer Ersun Yanal. Im April 2014 erklärte Kartal am Saisonende Fenerbahçe verlassen zu wollen und fortan als Cheftrainer arbeiten zu wollen. Nachdem Yanal am 9. August 2014 von seinem Trainerposten bei Fenerbahçe zurückgetreten war, wurde am 12. August 2014 Kartal vom Vereinsvorstand als Cheftrainer von Fenerbahçe vorgestellt.
Nach seinem Abschied von Fenerbahçe trainierte Kartal nacheinander für kurze Perioden die Erstligisten Eskişehirspor und Gaziantepspor. Im Sommer 2017 wurde er beim Zweitligisten MKE Ankaragücü als neuer Chefcoach vorgestellt. Diesen Verein führte er zum Saisonende als Meister der TFF 1. Lig in die Süper Lig. Nach Meinungsverschiedenheiten mit der Vereinsführung wurde er im Januar 2019 entlassen.
Ab dem 23. März 2021 trainierte er den abstiegsgefährdeten Erstligisten BB Erzurumspor, bei dem er einen Vertrag über 1,5 Jahre unterzeichnete. Bereits am 28. März 2021 trat er nach einem fünftägigen Trainingslager mit der Begründung „keine Energie und Motivation“ zu haben wieder von dem Posten zurück. Im Januar 2022 übernahm er erneut den Cheftrainerposten vom Fenerbahçe. Diesmal interimsweise bis zum Saisonende 2021/22 und dabei führte er die Fenerbahçe-Mannschaft zu einer Siegesserie. Somit erreichte seine Mannschaft in der türkischen Meisterschaft die Europapokal-Qualkifikationsplätze und auch die Vizemeisterschaft.

## Erfolge

### Als Spieler
- Mit Fenerbahçe Istanbul
  - Türkische Meisterschaft: 1984/85, 1988/89
  - Präsidenten-Pokalspieler: 1984/85, 1989/90
  - Premierminister-Pokalsieger: 1988/89, 1992/93
  - Marinepokalsieger: 1983/84, 1984/85
  - TSYD-Istanbul-Pokalsieger: 1985/86, 1986/87, 1994/95

- Mit Denizlispor
  - Vizemeister der TFF 1. Lig und Aufstieg in die Süper Lig: 1993/94

### Als Trainer
- Mit Sivasspor
  - Meister der TFF 1. Lig und Aufstieg in die Süper Lig: 2004/05

- Mit MKE Ankaragücü
  - Vizemeister der TFF 1. Lig und Aufstieg in die Süper Lig: 2017/18

- Mit Fenerbahçe 
  - Türkischer Fußball-Supercup Sieger 2014